# Heteroxenia fuscescens
Heteroxenia fuscescens är en korallart som först beskrevs av Ehrenberg 1834.  Heteroxenia fuscescens ingår i släktet Heteroxenia och familjen Xeniidae. Inga underarter finns listade i Catalogue of Life.

## Bildgalleri

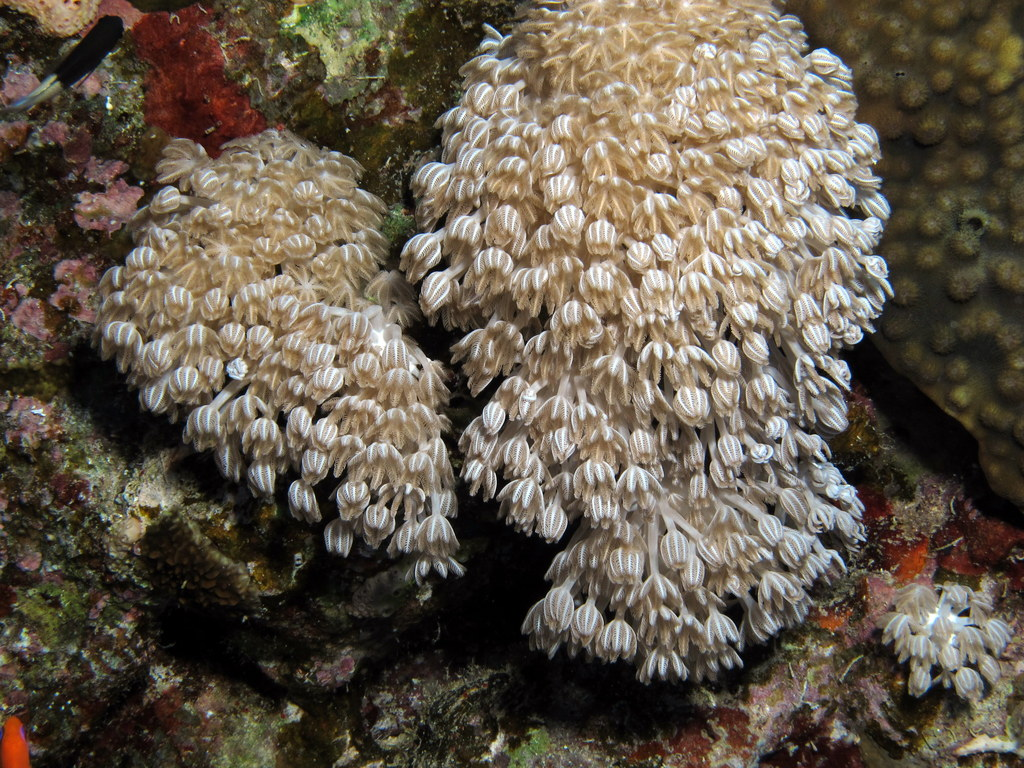